# Luciano Bahia
Luciano Costa Bahia de Almeida, ou apenas Luciano Bahia (Rio de Janeiro, 29 de agosto de 1962), é um cantor, compositor e tecladista brasileiro.

## Carreira
Iniciou sua carreira musical no início da década de 1980. Ainda na juventude, começou a tocar piano e se apresentar em aberturas de shows da banda A Barca do Sol e do cantor Jorge Mautner.
Em 1983, integrou a banda Matinê, que tinha, além de Luciano, Sérgio Serra (mais tarde, guitarrista do Ultraje a Rigor e de outros grupos) e o baixista Mosquito. Lançaram um compacto que possuía 2 músicas: "Highway" e "Terra Azul", em parceria com o poeta Carlos Potyguar.
Já em carreira solo, emplacou várias músicas, com destaque para "Carol", de 1986, composta com Fernando Garcia, que foi o primeiro remix lançado à venda no Brasil, produzido por Mayrton Bahia, e que fez muito sucesso nas principais capitais brasileiras. Esta canção utiliza sample da música “Legal Tender”, do grupo The B-52s, tendo a mesma batida da música do grupo americano.
"Não Me Iluda" e "Marrom Glacê" também foram sucessos na voz de Luciano Bahia, que lançaria o álbum "Amor Reacionário", produzido por Michael Sullivan em 1988 e cujas músicas principais foram "Dany" e "Highway", além da faixa-título e "Trilhas do Metrô". Quatro anos depois, lançou o primeiro projeto de uma banda dance de covers, chamada "Slidancing", em parceria com o DJ Rômulo Marques, onde transformavam clássicos da música pop internacional em versão dance.
O Slidancing participou de vários shows em famosas casas de shows do Rio de Janeiro, contando com participação de artistas conhecidos, como Ivo Meirelles, Arnaldo Brandão, Naby Clifford e Cláudio Zoli. A formação atual do grupo é composta por: Pâmela Lika (vocais), Luciano Bahia (vocais, programação e teclados), Marcus Nabuco (guitarra), Tinho Martins (saxofone) e Mac William (bateria). Também passaram pelo cast do grupo: Fabíola de Oliveira, Gabriela Alves, Gustavo de Caux, Armando Souza, Simone Centurione, Marcelo Neves, Ricardo Serpa, Daniela Colla e Renato Corrêa Júnior.
Em 2000, Luciano foi convidado pelo DJ e produtor Robson Vidal para cantar a música "Marrom Glacê" (famosa na voz de Ronaldo Resedá e composta por Renato Corrêa, Mariozinho Rocha e Guto Graça Mello), em um remix feito especialmente para as pistas. Embora não tivesse saindo em discos, foi bastante executada nas pistas de dança. Dois anos depois, lançou o livro "Loucuras e Canções" para que registrasse suas músicas.
O CD "Slidancing", de 2004, foi gravado na casa de shows "The Balroom", em Humaitá. "10 Minutos-Single", gravado em 2005, teve a produção assinada pelo DJ Memê, e fez sucesso nas pistas de dança, gerando mais um álbum, intitulado "Dez Minutos", apenas com músicas inéditas e produzido por Fábio Fonseca.
Luciano Bahia faz, atualmente, entre 12 a 15 shows com o Slidancing e chegou a lançar um CD com músicas inéditas. Entre seus principais parceiros musicais, destacam-se Torcuato Mariano, Carlos Colla, Cláudio Rabello, Tavinho Paes, Fernando Garcia, Carlos Potyguar, Daniela Colla, Fábio Fonseca e Ronaldo Santos.
Em setembro de 2014, lançou pela One RPM o álbum de inéditas "Nossa Cidade", em parcerias com grandes compositores da MPB, como Carlos Colla (na faixa Resplendor), Tibério Gaspar (na faixa Cariocando), Luiz Galvão (na faixa Disse Lavoisier), Juca Filho (na faixa A Estrela do Nosso Amor), Fred Nascimento e Casinho Terra (na faixa Lenda). A produção foi de Lito Figueroa e Cláudio Kote.
A canção "A Lenda" (Luciano Bahia / Fernando Garcia) foi produzida por Marcello Azevedo nos Estados Unidos e mixada por Bruce Swedien, que mixou Thriller, de Michael Jackson.
Em 2016, lançou seu oitavo disco, intitulado "Vento Lunar", pela gravadora Sonora Disc, novamente produzido por Lito Figueroa, que também faz participação especial na faixa "Em Nome do Amor".

## Discografia
- Matinê (1983) - Selo Vôo Livre
- Oh Carol (1986) - EMI-Odeon (Gravação Original, Versão Longa, Remix)
- Amor Reacionário (1988) - RCA Victor
- Luciano Bahia ao vivo The Ballroom (2000) - Seven Records
- 'Slidancing ao vivo The Ballroom (2004) - MCK
- Dez Minutos (2007) - CID
- Nossa Cidade (2014) - One RPM
- Vento Lunar (2016) - Sonora Disc